# Bisdom Pistoia
Het bisdom Pistoia (Latijn: Dioecesis Pistoriensis; Italiaans: Diocesi di Pistoia) is een in Italië gelegen rooms-katholiek bisdom met zetel in de stad Pistoia. Het bisdom behoort tot de kerkprovincie Florence en is samen met de bisdommen Fiesole, Arezzo-Cortona-Sansepolcro, Prato en San Miniato suffragaan aan het aartsbisdom Florence.

## Geschiedenis
Het bisdom Pistoia werd opgericht in de 3e eeuw en als immediatum direct onder gezag van de Heilige Stoel geplaatst. Op 10 mei 1419 werd het suffragaan aan het aartsbisdom Florence. Van 22 september 1653 tot 25 januari 1954 was Pistoia aeque principaliter verbonden aan het bisdom Prato. In 1690 werd in Pistoia een priesterseminarie gesticht.
Een bekende bisschop van Pistoia was Alessandro Ottaviano de Medici. (de latere Paus Leo XI) De huidige bisschop van Pistoia is Fausto Tardelli.

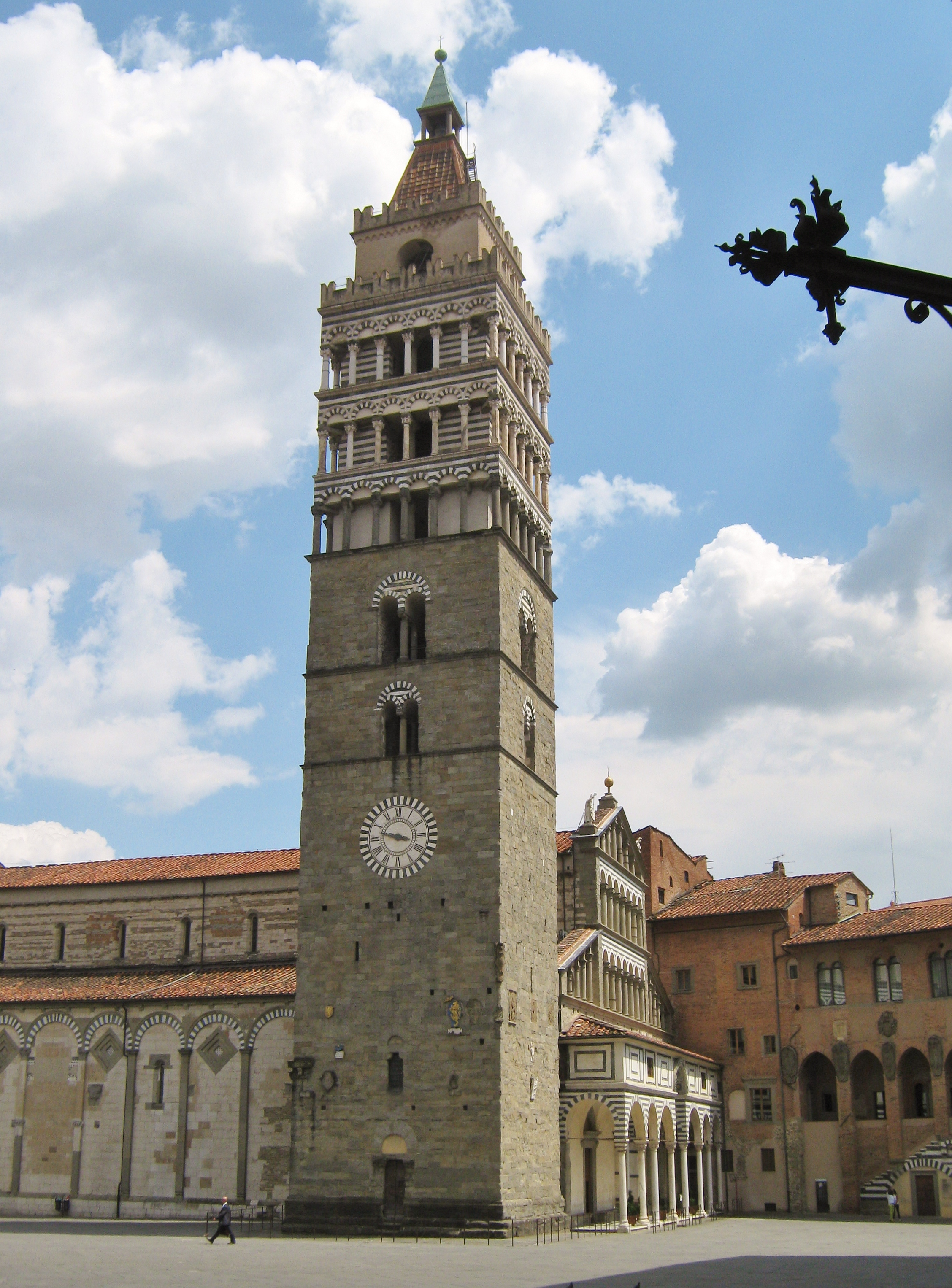
Kathedraal van Pistoia
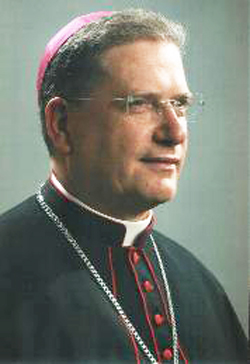
Bisschop Fausto Tardelli